# Terremoto di Kunlun del 2001
Il terremoto di Kunlun del 2001, noto anche come terremoto di Kokoxili del 2001, si è verificato il 14 novembre 2001 alle 09:26 UTC (17:26 ora locale), con un epicentro vicino a Kokoxili, vicino al confine tra Qinghai e Xinjiang in una remota regione montuosa della Cina. Con una magnitudo di 7,8 Mw è stato il più potente terremoto in Cina negli ultimi 5 decenni. Non sono state segnalate vittime, presumibilmente a causa della densità di popolazione molto bassa e della mancanza di grattacieli. Questo terremoto è stato associato alla più lunga rottura superficiale mai registrata sulla terraferma, ~ 450 km.

## Impostazione tettonica
La faglia di Kunlun è una delle principali strutture sinistrali a scorrimento che accolgono il movimento verso est dell'altopiano tibetano rispetto alla placca eurasiatica. Questo movimento è causato dalla diffusione laterale della zona di crosta ispessita associata alla collisione tra le placche indiana ed euroasiatica.

## Terremoto

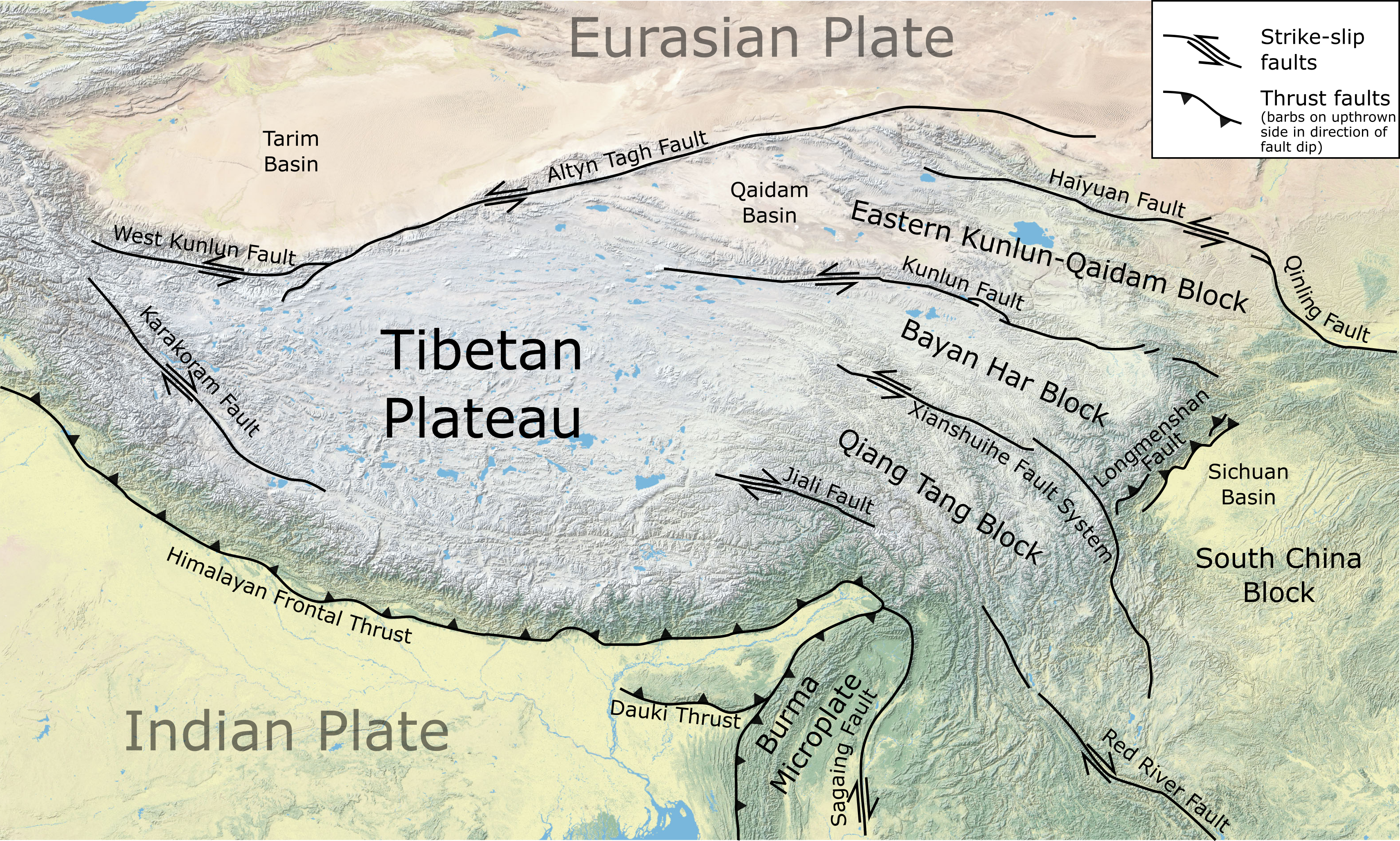
Principali zone di faglia intorno all'altopiano tibetano che mostrano la posizione della faglia di Kunlun

La rottura è iniziata su un segmento di faglia di scivolamento relativamente piccolo all'estremità occidentale della faglia di Kunlun nella regione della montagna Buka Daban Feng. Si è poi propagata ad est attraverso un gradino estensionale prima di seguire il filone principale della faglia di Kunlun. La regione di deformazione co-sismica (cioè che si è verificata durante il terremoto) è stata insolitamente grande, con faglie significative osservate fino a 60 km dalla traccia di rottura principale. Questa deformazione si è verificata in due andane, ca. 20 e 60 km dal tracciato della faglia principale. Linee preesistenti e caratteristiche geomorfologiche suggeriscono che questo spostamento innescato dal terremoto si sia verificato su faglie esistenti. La rottura superficiale co-sismica si è estesa per oltre 400 km, rendendola la più lunga zona di rottura superficiale co-sismica finora osservata.
Un'analisi della velocità di propagazione indica che la rottura si è propagata a una velocità normale lungo il segmento originale, ma è aumentata di velocità al di sopra della velocità dell'onda S dopo il salto attraverso il passaggio estensionale e ha continuato a quella velocità fino a quando la propagazione si è fermata. Questo rende il terremoto di Kunlun l'esempio meglio documentato di un terremoto supershear. È stato suggerito che la zona insolitamente ampia di deformazione co-sismica è un risultato diretto della propagazione della rottura soprastante.

## Danni
A causa della lontananza della regione, la maggior parte delle segnalazioni di danni provenivano da aree a centinaia di chilometri dall'epicentro. Il centro abitato più vicino, la città di Golmud, ha subito gravi scosse ma nessun edificio è crollato. Alcuni danni sono stati segnalati nel cantiere della ferrovia Qingzang-Tibet e lungo l'autostrada Qinghai-Tibet.